# Anolis nemonteae
Anolis nemonteae — вид ящірок родини Dactyloidae. Описаний у 2021 році.

## Поширення
Ендемік Еквадору. Мешкає на тихоокеанських схилах Анд на південному заході країни на висоті від 372 до 1000 м.